# Eyvind Fjeldgletsjer
De Eyvind Fjeldgletsjer is een gletsjer in Nationaal park Noordoost-Groenland in het oosten van Groenland. 

## Geografie
De gletsjer is noordwest-zuidoost georiënteerd en in het zuidoostelijke verlengde ligt de Nunatakgletsjer.
In het zuiden van de gletsjer ligt de Adolf Hoelgletsjer en Andréeland. In het oosten ligt de Waltershausengletsjer.